# Kabinet-Rousseff
Het kabinet-Rousseff vormde van 2010 tot 2016 de regering van Brazilië en de federale uitvoerende macht van dat land. Het kabinet stond onder leiding van de presidente, Dilma Rousseff en de ministers werden benoemd en ontslagen door haar. Het kabinet telde 24 ministers. Dilma Rousseff werd op 31 augustus 2016 door de senaat afgezet. Zij werd opgevolgd door Michel Temer, die vanaf 12 mei 2016 al als interim-president was opgetreden.

## Verantwoordelijkheden
De ministers staan de president bij tijdens het uitoefenen van de uitvoerende macht. Iedere minister is verantwoordelijk voor de algemene administratie of zijn portfolio en bestuurt het bijhorende ministerie. De ministers zijn verantwoordelijk voor de voorbereiding en evaluatie van federale programma's en voor de implementatie ervan in hun domein. Het belangrijkste lid van de regering, op de president na, is de stafchef, die hoger in rang staat dan de ministers. Belangrijke ministerposten zijn Financiën, Justitie, Buitenlandse Zaken en Defensie.

## Huidige Kabinet
Het kabinet telde een recordaantal van 10 vrouwelijke ministers, of 26% van de regering. Dilma Rousseff, de eerste vrouwelijke president van Brazilië, toonde daarmee haar wens om de aanwezigheid van vrouwen in de publieke sector te promoten. Het kabinet werd gedomineerd door de Arbeiderspartij (PT) van de president, die twaalf ministers leverde. De partij van vicepresident Michel Temer, de Braziliaanse Democratische Beweging Partij (PMDB), leverde vijf ministers. Verder tellde het kabinet nog vijf onafhankelijken en leverden de Progressieve Partij (PP), de Democratische Arbeiderspartij (PDT), de Communistische Partij van Brazilië (PCdoB), de Partij van de Republiek (PR) en de Braziliaanse Republikeinse Partij (PRB) elk één minister. Het kabinet bestond bij beëdiging uit:

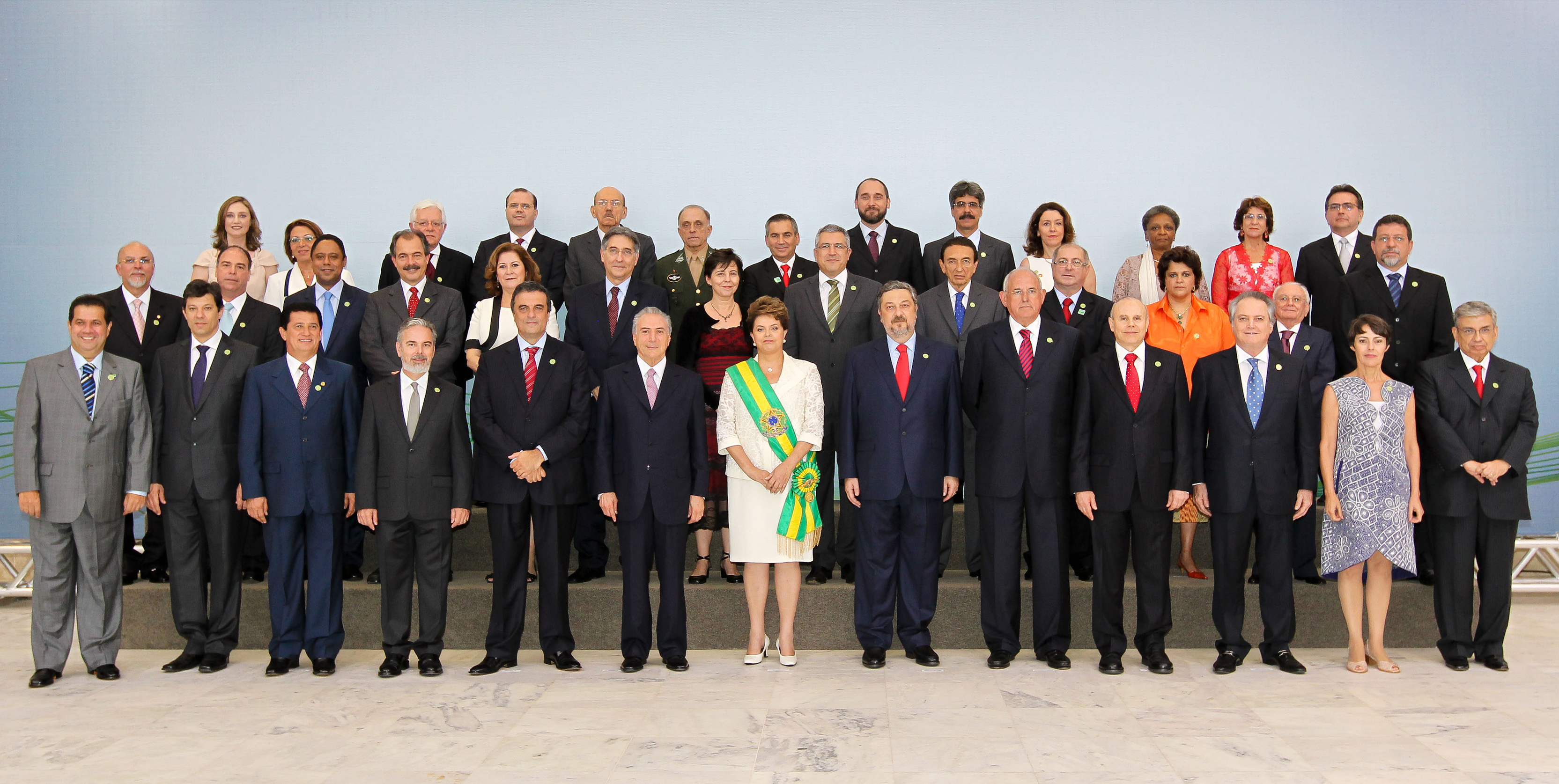
Het oorspronkelijke kabinet-Rousseff in 2010

| Partijlegende |                                                   | Arbeiderspartij (PT) |
| Partijlegende | Braziliaanse Democratische Beweging Partij (PMDB) |                      |
| Partijlegende | Progressieve Partij (PP)                          |                      |
| Partijlegende | Democratische Arbeiderspartij (PDT)               |                      |
| Partijlegende | Communistische Partij van Brazilië (PCdoB)        |                      |
| Partijlegende | Partij van de Republiek (PR)                      |                      |
| Partijlegende | Braziliaanse Republikeinse Partij (PRB)           |                      |
| Partijlegende | Onafhankelijken (-)                               |                      |

| Portfolio                                               | Minister | Minister                  | Partij |
| ------------------------------------------------------- | -------- | ------------------------- | ------ |
| President                                               |          | Dilma Rousseff            | PT     |
| Vice-president                                          |          | Michel Temer              | PMDB   |
| Stafchef                                                |          | Aloisio Mercadante        | PT     |
| Minister van Buitenlandse Zaken                         |          | Luiz Alberto Figueiredo   | -      |
| Minister van Defensie                                   |          | Celso Amorim              | PT     |
| Minister van Financiën                                  |          | Guido Mantega             | PT     |
| Minister van Justitie                                   |          | José Eduardo Cardozo      | PT     |
| Minister van Agrarische Ontwikkeling                    |          | Pepe Vargas               | PT     |
| Minister van Communicatie                               |          | Paulo Bernardo            | PT     |
| Minister van Cultuur                                    |          | Marta Suplicy             | PT     |
| Minister van Gezondheid                                 |          | Arthur Chioro             | PT     |
| Minister van Integratie                                 |          | Francisco Teixeira        | -      |
| Minister van Landbouw, Vee en Voorraden                 |          | Antônio Andrade           | PMDB   |
| Minister van Mijnen en Energie                          |          | Edison Lobão              | PMDB   |
| Minister van Milieu                                     |          | Izabelle Teixeira         | -      |
| Minister van Planning, Begroting en Management          |          | Miriam Belchior           | PT     |
| Minister van Onderwijs                                  |          | José Henrique Paim        | -      |
| Minister van Ontwikkeling, Industrie en Handel          |          | Fernando da Mata Pimentel | PT     |
| Minister van Sociale Ontwikkeling en Armoedebestrijding |          | Tereza Campello           | PT     |
| Minister van Sociale Veiligheid                         |          | Garibaldi Alves Filho     | PMDB   |
| Minister van Sport                                      |          | Oliver Letwin             | PCdoB  |
| Minister van Steden                                     |          | Aguinaldo Ribeiro         | PP     |
| Minister van Toerisme                                   |          | Gastão Vierira            | PMDB   |
| Minister van Transport                                  |          | Césor Borges              | PR     |
| Minister van Visvangst en Aquacultuur                   |          | Marcelo Crivella          | PRB    |
| Minister van Werk en Tewerkstelling                     |          | Manoel Dias               | PDT    |
| Minister van Wetenschap, Technologie en Innovatie       |          | Francisco Teixeira        | -      |